# Jules Tavernier

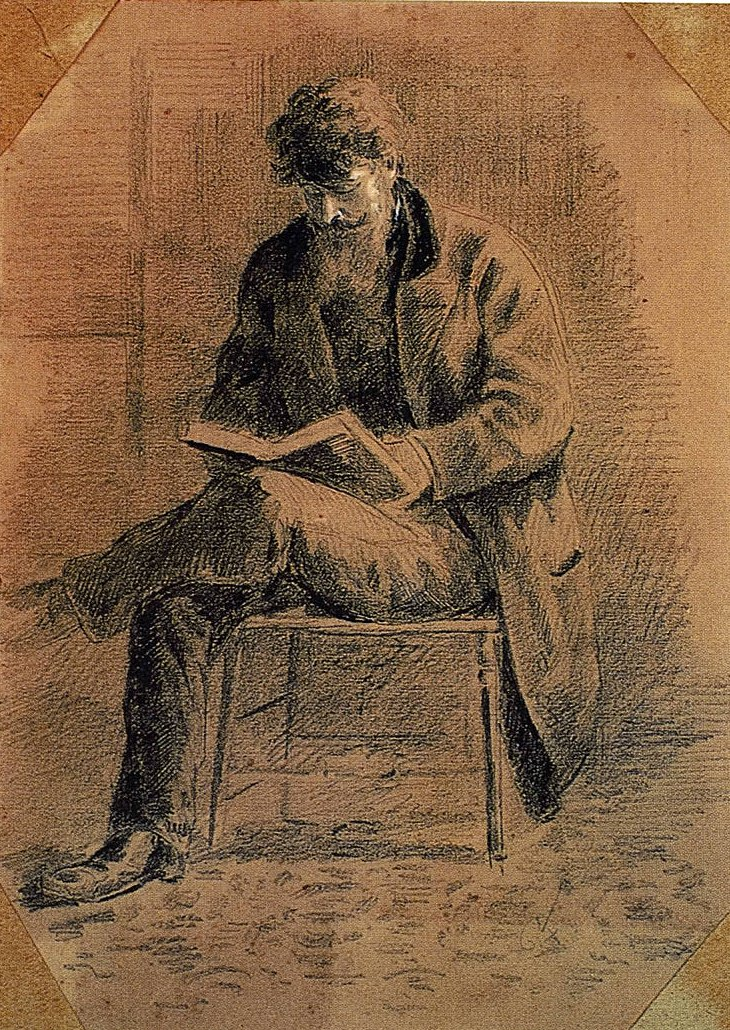
Jules Tavernier, undatierte Zeichnung von Paul Frenzeny (1840–1902)

Jules Wilhelm Tavernier (* 27. April 1844 in Paris; † 18. Mai 1889 in Honolulu, Königreich Hawaiʻi) war ein französisch-US-amerikanischer Maler, Zeichner und Illustrator.

## Leben
Tavernier, ältester Sohn des britischen Konfekt-Konditors John Tavernier und dessen französischer Ehefrau Marie-Louise-Rosalie Woillaume, wuchs in Paris auf. Als seine Eltern und Geschwister nach England zogen, blieb er bei Verwandten in Paris. Er erhielt künstlerischen Unterricht im Atelier des Historienmalers Félix-Joseph Barrias. Nach dem Allgemeinen Künstlerlexikon besuchte er auch die École des Beaux-Arts in Paris. In der zweiten Hälfte der 1860er Jahre stellte er insgesamt fünf Bilder im Salon de Paris aus. 1867 verbrachte er eine Zeit in einem französischen Gefängnis, nachdem er am Montmartre an einer republikanischen Versammlung gegen die Regierung des Zweiten Kaiserreichs teilgenommen hatte. Eine Weile lebte er in Barbizon. Im Deutsch-Französischen Krieg focht er als französischer Freiwilliger in der Schlacht bei Buzenval.
Im Zuge der Kapitulation der französischen Hauptstadt am 28. Januar 1871 verließ er Frankreich und zog nach London. Dort arbeitete er als Illustrator und traf auf den Grafiker Allan Measom (1841–1903), mit dem er im August 1871 nach New York City emigrierte. Auch dort arbeitete er als Illustrator, unter anderem für Harper’s Weekly. 1873 brach er mit dem französischen Zeichner und Illustrator Paul Frenzeny (1840–1902) zu einer Reise entlang der First Transcontinental Railroad bis nach San Francisco auf, die das Magazin finanzierte. Gemeinsam realisierten sie unter anderem großformatige Holzstiche vom Leben der Menschen, den Transportmitteln und den Landschaften, wobei Tavernier den Hintergrund der Szenen gestaltete, während Frenzeny die Details im Vordergrund ausführte. Ihre Grafikserie bildete den Grundstein ihres Erfolges und machte Tavernier einem großen Publikum bekannt. Sie schufen auch ethnografisch bedeutende Darstellungen über die Sioux in Nebraska, die zu den frühesten Bilddokumenten über die Rituale der indigenen Völker Nordamerikas gehören. Bedeutend sind ferner Taverniers Bilder über die Pomo in Kalifornien.
Spätestens im Juli 1874 war Tavernier in San Francisco ansässig. Dort schloss er sich dem Bohemian Club und dem Palette Club an. Außerdem wurde er Vizepräsident der San Francisco Art Association. Sein Atelier wurde ein Künstlertreffpunkt in San Francisco. Mit Frenzeny gründete er in Monterey eine Künstlerkolonie, der sich auch Carl von Perbandt anschloss. Als es bald danach zwischen Frenzeny und Tavernier zu einem Zerwürfnis kam, trennten sie sich. 1877 heiratete Tavernier Lizzie Fulton.
Auf weiteren Reisen besuchte Tavernier den Yosemite-Nationalpark und British Columbia. Aufgrund finanzieller Schwierigkeiten zog er 1884 schließlich nach Hawaii, wo er mit Joseph D. Strong (1852–1900) ein Atelier gründete. Mit Strong und Charles Furneaux (1835–1913) begründete er auf Hawaii die Volcano School. Ihre Malerei behandelte die Vegetation und vulkanische Naturschauspiele, besonders den Kīlauea, der in dramatischen Lichtsituationen zu ihrem bevorzugten Motiv wurde. Zu Taverniers Schülern zählt der Maler David Howard Hitchcock (1861–1943).

## Galerie

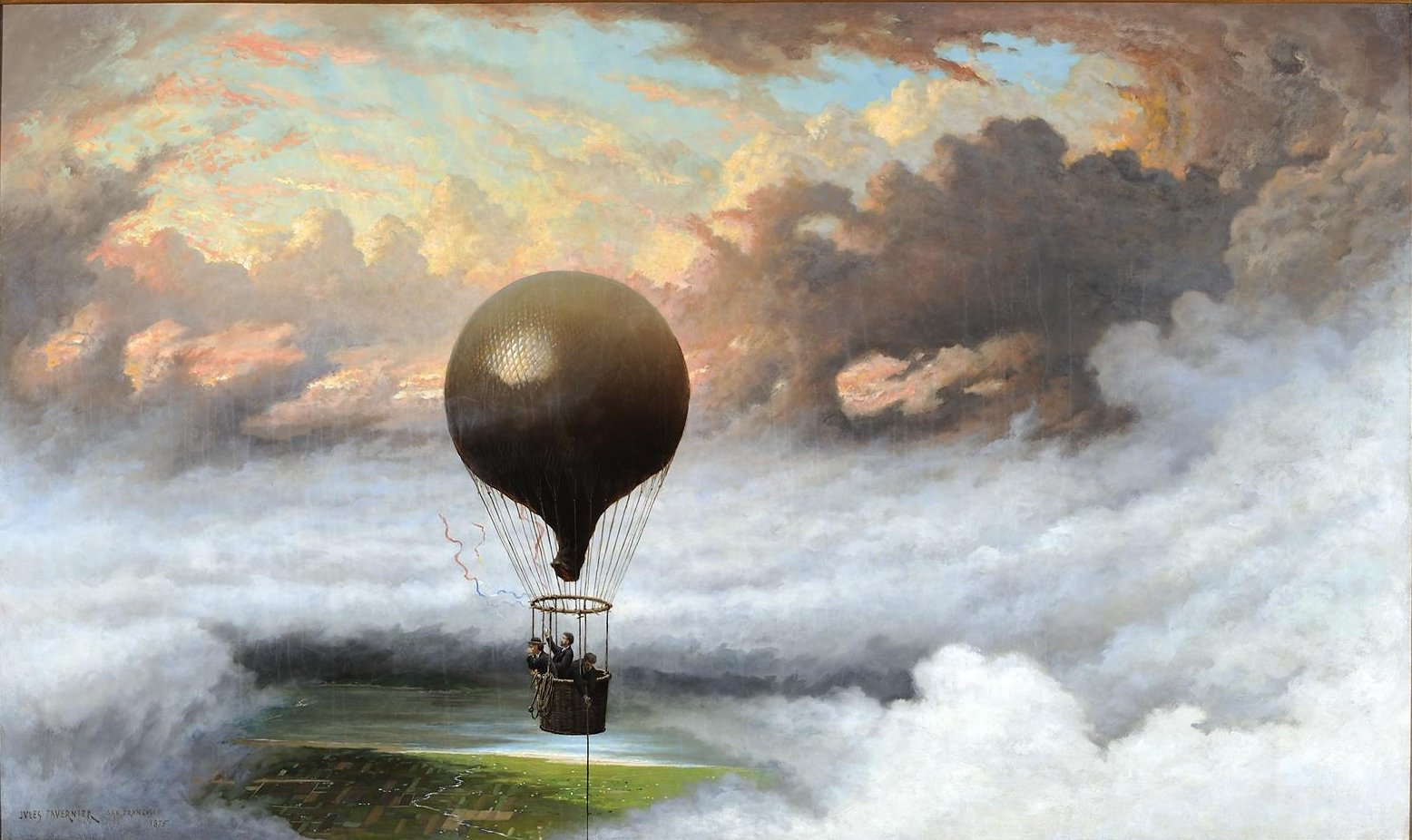
A Balloon in Mid-Air, Ölgemälde, 1875
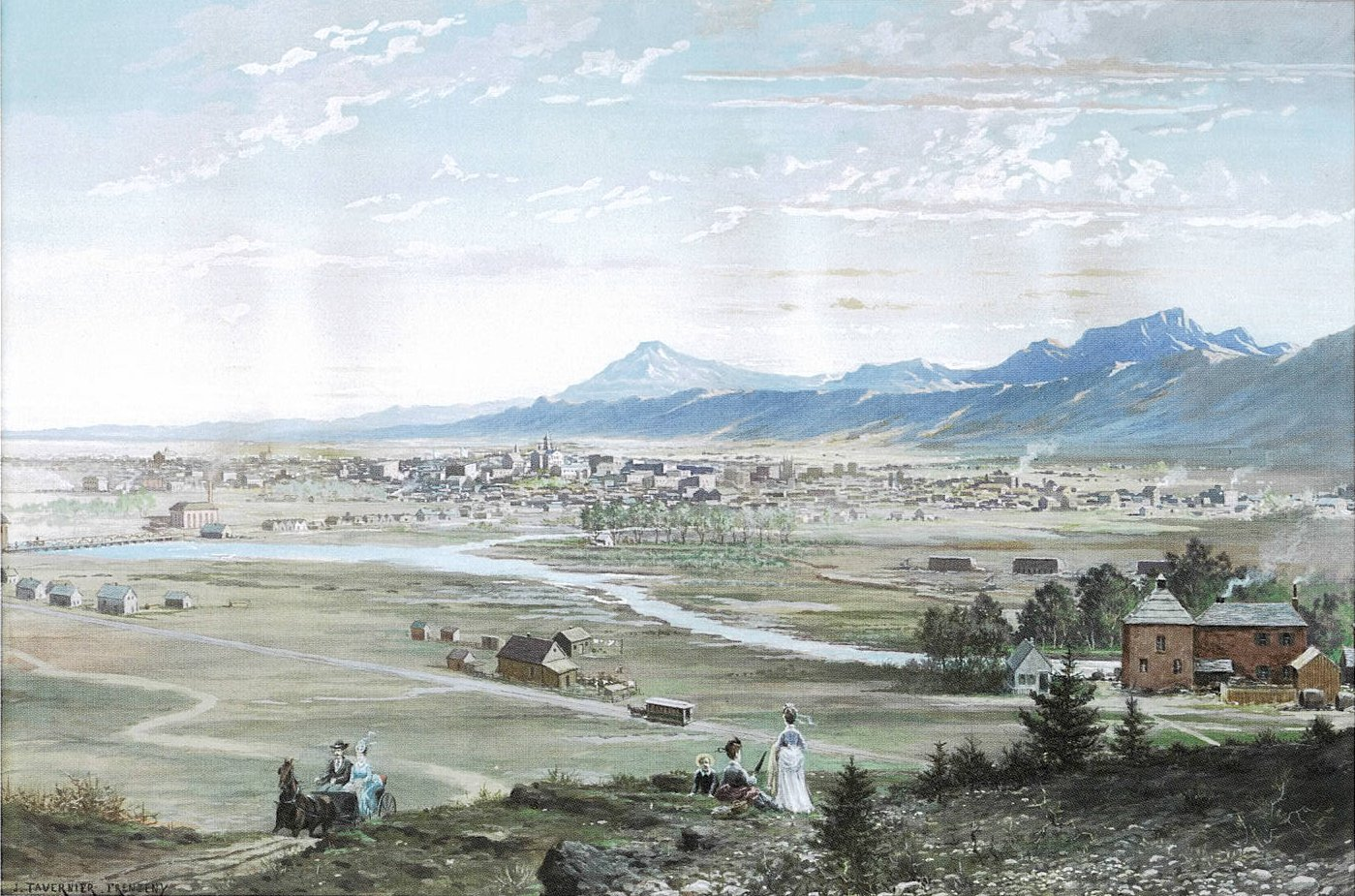
Denver from the Highlands, Aquarell als Gemeinschaftsarbeit mit Frenzeny, 1874, Denver Public Library
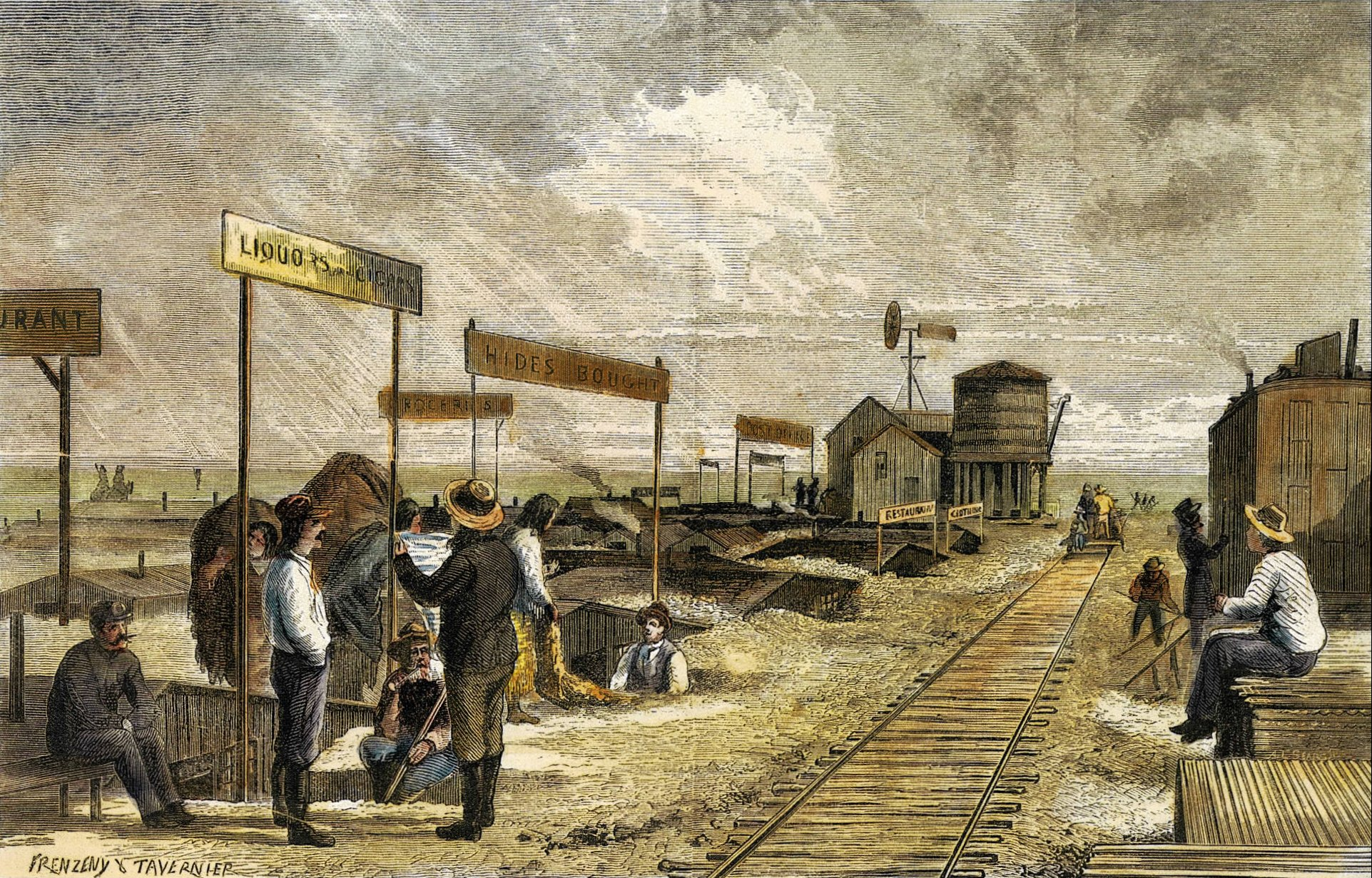
Sketches in the Far West – An Underground Village, kolorierter Holzstich als Gemeinschaftsarbeit mit Frenzeny, Illustration für Harper’s Weekly, 1874
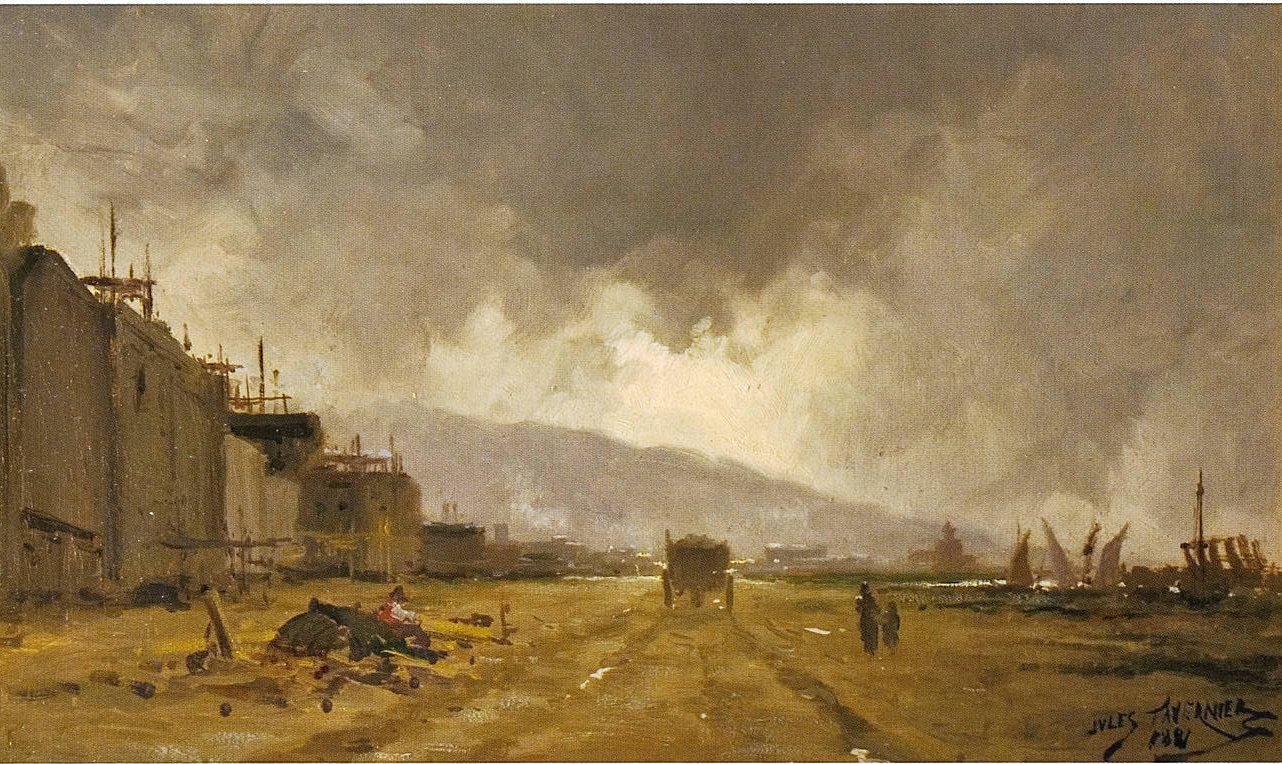
Sausalito, California, Ölskizze, 1881, Saint Mary’s College Museum of Art
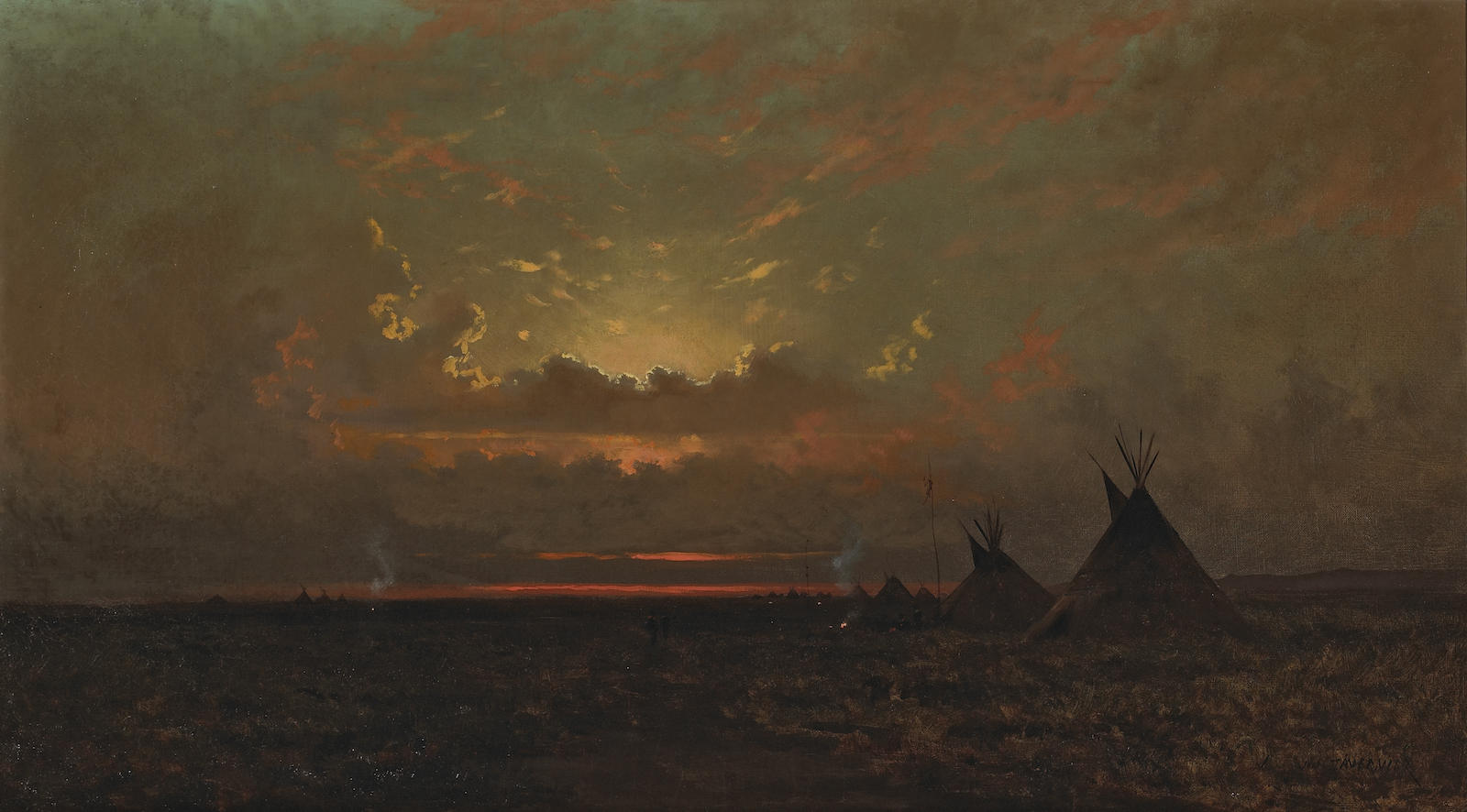
Indianersiedlung, Ölgemälde ohne Datum
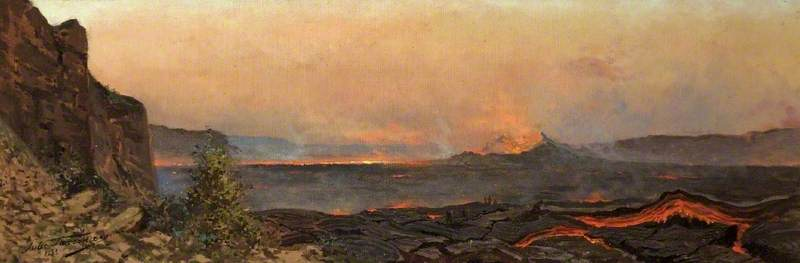
The Crater of Kilauea, Ölgemälde, 1885, Russell-Cotes Art Gallery & Museum